# Le Château-d'Oléron
Le Château-d'Oléron je pristaniško naselje in občina v zahodnem francoskem departmaju Charente-Maritime regije Poitou-Charentes. Leta 2006 je naselje imelo 3.884 prebivalcev.

## Geografija
Kraj se nahaja na jugovzhodni obali otoka Île-d'Oléron v Biskajskem zalivu, zahodno od Rocheforta. S celinskim delom Francije je povezan s 3.021 metrov dolgim cestnim viaduktom pont de l'île d'Oléron.

## Uprava
Le Château-d'Oléron je sedež istoimenskega kantona, v katerega so poleg njegove vključene še občine Dolus-d'Oléron, Saint-Trojan-les-Bains in Le Grand-Village-Plage z 9.485 prebivalci.
Kanton le Château-d'Oléron je sestavni del okrožja Rochefort.

## Zanimivosti
- citadella, zgajena v času francoskega kralja Ludvika XIII., sprva pod nadzorom arhitekta Pierra d'Argencourta, kasneje Vaubana, naslednica nekdanje trdnjave iz konca 11. stoletja; francoski zgodovinski spomenik od leta 1929,
- neoromanska cerkev Marijinega vnebovzetja iz 18. stoletja,
- most le Pont Napoléon iz leta 1767, francoski zgodovinski spomenik (1979),
- la Fontaine Renaissance, delo kiparja Jeana Pailléja iz sredine 19. stoletja, francoski zgodovinski spomenik (1937)